# Planksidan

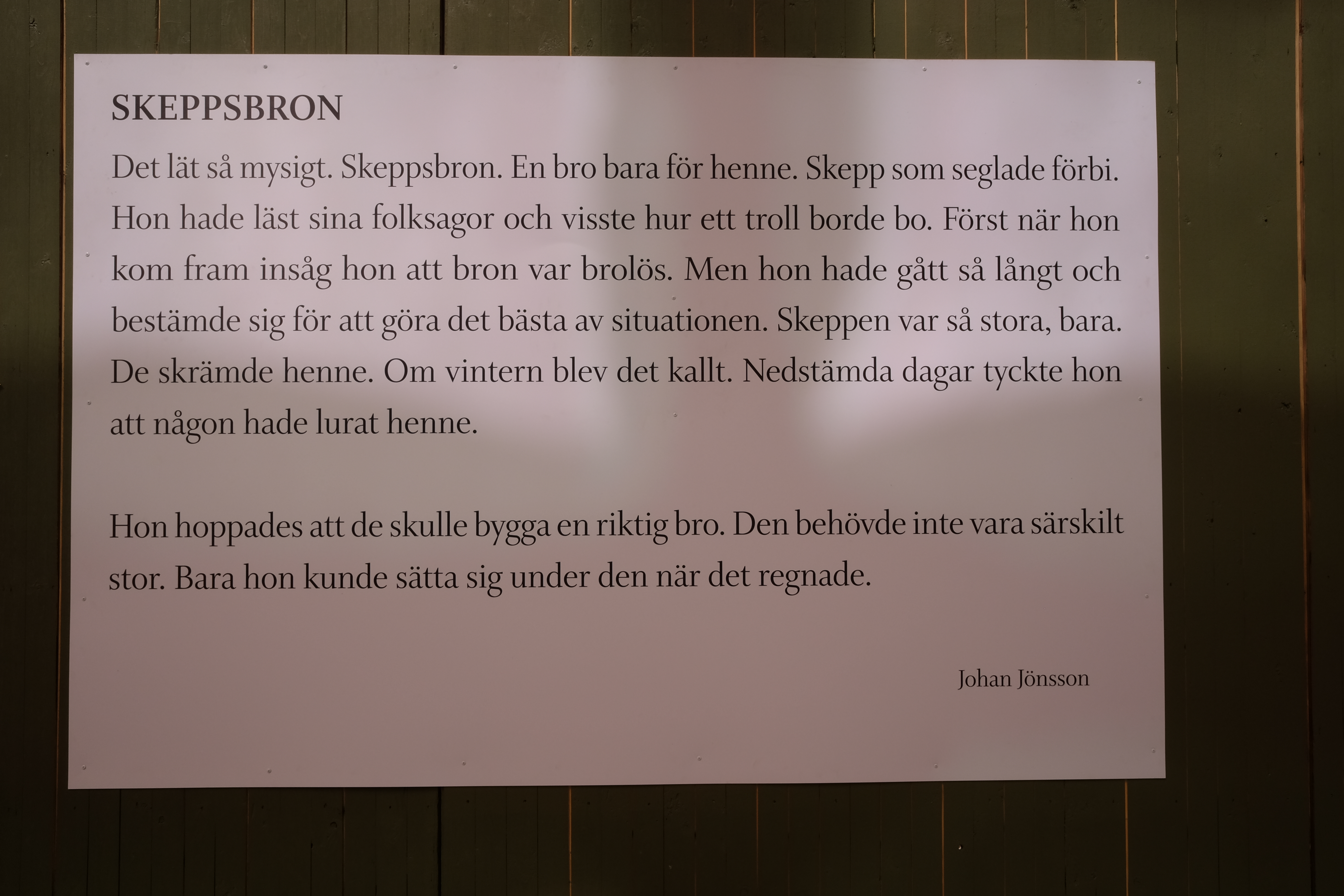
Konst på byggplank.

Planksidan är ett konstprojekt från Trafikverket i samband med byggandet av Västlänken. Under byggandet av Västlänken har Trafikverket 8 kilometer plank som är 2,8 eller 4 meter höga. Trafikverket gick ut med en allmän möjlighet för konstnärer att ansöka om att vara en del av projektet Planksidan. Syftet är att lindra plankens negativa påverkan på stadsbilden. De 2 första konstverken skapades 2018. Den riktiga starten för projektet var 2019 då konstnärerna som ansökt om uppdragen började göra sina delar. Platserna är Centralen, Kanaltorget, Sankt Eriksgatan, Västra Sjöfarten, Packhusplatsen, Skeppsbron, Södra Hamngatan, Rosenlund, Haga, Pustervik, Linnéplatsen, och Korsvägen. Projektet pågår till 2026.